# اسلام‌آباد سفلی (صحنه)
کنگرشاه سفلی، یا اسلام‌آباد سفلی روستایی از توابع بخش مرکزی شهرستان صحنه در استان کرمانشاه ایران است.

## جمعیت
این روستا در دهستان خدابنده‌لو قرار دارد و براساس سرشماری مرکز آمار ایران در سال ۱۳۹۵، جمعیت آن ۴۱۹ نفر (۱۳۴خانوار) بوده‌است.